# Bulles
|  | Aquest article tracta sobre el municipi del l'Oise (França). Si cerqueu el municipi del nord-est de Múrcia (Espanya), vegeu «Bullas». |

Bulles és un municipi al departament de l'Oise (regió dels Alts de França). L'any 2007 tenia 892 habitants.

## Demografia

### Població
El 2007 la població de fet de Bulles era de 892 persones. Hi havia 332 famílies de les quals 68 eren unipersonals (28 homes vivint sols i 40 dones vivint soles), 112 parelles sense fills, 140 parelles amb fills i 12 famílies monoparentals amb fills.
La població ha evolucionat segons el següent gràfic:

### Habitatges
El 2007 hi havia 363 habitatges, 332 eren l'habitatge principal de la família, 12 eren segones residències i 19 estaven desocupats. 350 eren cases i 10 eren apartaments. Dels 332 habitatges principals, 288 estaven ocupats pels seus propietaris, 40 estaven llogats i ocupats pels llogaters i 5 estaven cedits a títol gratuït; 5 tenien una cambra, 27 en tenien dues, 60 en tenien tres, 99 en tenien quatre i 142 en tenien cinc o més. 234 habitatges disposaven pel capbaix d'una plaça de pàrquing. A 114 habitatges hi havia un automòbil i a 171 n'hi havia dos o més.

### Piràmide de població
La piràmide de població per edats i sexe el 2009 era:
| Homes | Edats   | Dones |
| ----- | ------- | ----- |
| 0     | 95 o +  | 0     |
| 0     | 90 a 94 | 0     |
| 4     | 85 a 89 | 4     |
| 12    | 80 a 84 | 8     |
| 20    | 75 a 79 | 8     |
| 16    | 70 a 74 | 20    |
| 12    | 65 a 69 | 20    |
| 16    | 60 a 64 | 12    |
| 20    | 55 a 59 | 20    |
| 16    | 50 a 54 | 28    |
| 52    | 45 a 49 | 20    |
| 32    | 40 a 44 | 24    |
| 44    | 35 a 39 | 44    |
| 24    | 30 a 34 | 44    |
| 48    | 25 a 29 | 24    |
| 20    | 20 a 24 | 16    |
| 20    | 15 a 19 | 20    |
| 36    | 10 a 14 | 40    |
| 28    | 5 a 9   | 20    |
| 32    | 0 a 4   | 40    |

## Economia
El 2007 la població en edat de treballar era de 584 persones, 429 eren actives i 155 eren inactives. De les 429 persones actives 399 estaven ocupades (225 homes i 174 dones) i 30 estaven aturades (10 homes i 20 dones). De les 155 persones inactives 39 estaven jubilades, 46 estaven estudiant i 70 estaven classificades com a «altres inactius».

### Ingressos
El 2009 a Bulles hi havia 335 unitats fiscals que integraven 921 persones, la mediana anual d'ingressos fiscals per persona era de 17.825 €.

### Activitats econòmiques
Dels 20 establiments que hi havia el 2007, 1 era d'una empresa alimentària, 1 d'una empresa de fabricació d'altres productes industrials, 8 d'empreses de construcció, 3 d'empreses de comerç i reparació d'automòbils, 1 d'una empresa de transport, 2 d'empreses d'hostatgeria i restauració, 2 d'empreses de serveis i 2 d'entitats de l'administració pública.
Dels 12 establiments de servei als particulars que hi havia el 2009, 1 era una oficina de correu, 1 taller de reparació d'automòbils i de material agrícola, 3 paletes, 3 guixaires pintors, 1 fusteria, 1 lampisteria, 1 electricista i 1 restaurant.
Dels 2 establiments comercials que hi havia el 2009, 1 era una botiga de més de 120 m² i 1 una botiga de menys de 120 m².
L'any 2000 a Bulles hi havia 10 explotacions agrícoles.

## Equipaments sanitaris i escolars
L'únic equipament sanitari que hi havia el 2009 era una farmàcia.
El 2009 hi havia una escola elemental.

## Poblacions més properes
El següent diagrama mostra les poblacions més properes.